# نیکشیچ
شهر نیکشیچ (به روسی: Никшић) در کشور مونته‌نگرو واقع شده‌است. جمعیت این شهر ۵۸٫۶۴۹ نفر  است. در تاریخ سده ۴ (پیش از میلاد) به عنوان شهر شناخته شد.